# Вейцман, Мария Евзоровна
Мари́я (Ма́ша, Ми́рьям) Ве́йцман (в замужестве Савицкая) (ивр. מריה ויצמן‎; 1893, Пинск, Российская империя — 19 декабря 1974, Реховот, Израиль) — сестра первого президента государства Израиль, ученого-химика Хаима Вейцмана, жертва политических репрессий в СССР.

## Биография
Мария Вейцман родилась в г. Пинске в Российской империи, ныне Республика Беларусь. До 1908 года Мария Вейцман постоянно проживала в г. Пинске, со своими родителями. После окончания подготовительного 4-классного училища поступила на экстернат в Фундуклеевскую женскую гимназию, куда выезжала два раза в год. В 1907 году окончила экстерном гимназию и в 1908 году выехала для продолжения учёбы в г. Цюрих (Швейцария). В Швейцарии проживала с 1908 по 1912 год. Училась в университете совместно со своей сестрой Анной Вейцман. По окончании университета возвратилась в Россию, где в том же 1912 году в Санкт-Петербурге сдала экзамены на звание врача-лекаря. В момент нахождения Марии в Санкт-Петербурге её семья, после смерти отца в 1911 году, из-за материальных трудностей переехала в Варшаву к её старшей сестре Любжинской Мирьям, которая была замужем за богатым купцом и могла создать более благоприятные условия для жизни семьи.
После окончания учёбы в Санкт-Петербурге Мария выехала в Варшаву, где поступила на работу в еврейскую больницу, в которой проработала около одного года. В 1914 году со своей семьей возвратилась в город Пинск. С началом Первой мировой войны поступила на работу в Красный Крест и обслуживала раненых солдат, поступавших с фронта на станцию Пинск.
В 1915 году переехала в Москву, где устроилась в качестве врача в эпидемиологический отряд и была направлена на Юго-Западный фронт, где находилась включительно по 1917 год, а затем в 1918 году возвратилась в Москву. На фронте познакомилась с кавалерийским офицером Василием Михайловичем Савицким, за которого впоследствии вышла замуж. В это время в Москве уже проживала её семья, переехавшая из Пинска к брату Самуилу Вейцману, работавшему инженером на заводе «Общества механических заводов братьев Бромлей».
Поступила на работу врачом в поликлинику Снегирева, в которой постоянно работала с 1918 по 1933 год. Одновременно с 1919 по 1921 год работала при комендантском управлении города Москвы. Прекратить работу в поликлинике Снегирева Вейцман пришлось по независящим от неё причинам, поскольку закрыто было тифозное отделение, в котором она работала. После этого в том же 1933 году она устроилась на работу в качестве заведующей амбулаторией коопстрахкассы Краснопресненского района города Москвы, где она работала включительно до начала эвакуации из Москвы в октябре 1941 года.
Устроилась на врачом на авиационный завод № 4, с которым в октябре 1941 г. эвакуировалась в район г. Челябинска. В 1943 году была переведена в Москву, где продолжала работать по специальности на этом же заводе до 1948 года. Одновременно с 1944 года по совместительству работала врачом в Госстрахе. В 1948 году в связи с переходом на пенсию стала работать только в одном месте — Госстрахе, где работа по свой арест.

### Арест и репатриация в Израиль
В агентурной разработке органами МГБ Мария Вейцман числилась с июня 1948 года, когда были зафиксированы её положительные высказывания о Льве Троцком и Карле Радеке. 7 февраля 1953 года Министр Государственной безопасности СССР С. Д. Игнатьев докладывал в секретариат ЦК КПСС о разработке МГБ СССР сестры бывшего президента государства Израиль Х. Е. Вейцмана, работающей врачом Госстраха. В докладе сообщалось, что Мария Вейцман на протяжении ряда лет среди своего окружения проводила сионистскую агитацию, с враждебных позиций критиковала советскую действительность, возводила гнусную клевету на руководителей партии и советского правительства и проявляла крайнюю озлобленность к главе советского правительства. Вейцман была обвинена в том числе в систематическом прослушивании и распространении среди своих знакомых антисоветских передач «Голос Израиля» и «Би-би-си», а также в том, что после смерти её брата, президента государства Израиль, её видели стоящей и плачущей перед посольством Израиля в Москве, флаги которого были приспущены в знак траура. Арестована 10 февраля 1953 года по Воротниковскому переулку, дом № 7/9, кв. 52.
На допросах Вейцман рассказывала о подробностях своей поездки в 1926 году к своим родственникам в Палестину, где пробыла около около 3,5 месяцев, обстоятельствах знакомства с Владимиром Жаботинским, отрицала какие-либо политические связи с Хаимом Вейцманом, в том числе и через С. М. Михоэлса. На допросах она вынуждена была признать, что вместе с мужем, инженером по техническому снабжению всесоюзной конторы «Союзшахтоосушение» Василием Михайловичем Савицким (1885-?), повторно арестованным в марте 1949 года, «в своей озлобленности на советскую власть и её вождей дошли до того‚ что злорадствовали даже по поводу смерти Жданова… и высказывали пожелания смерти Сталина». Следствие настаивало, что Вейцман незадолго до ареста стала выражать стремление выехать в Палестину, а её квартира часто посещалась евреями, приносившими ей поздравления в связи с назначением её брата президентом Израиля.
Особым Совещанием 28 июля 1953 года Мария Вейцман была осуждена на 5 лет исправительно-трудовых лагерей. На основании Указа Президиума Верховного Совета СССР от 27 марта 1953 года «Об амнистии» сразу же была от наказания и из-под стражи освобождена.
Более чем через год в Москву приехала Вера Вейцман, вдова Хаима Вейцмана. Мария подала заявку на иммиграцию в Израиль и, при помощи Веры, получила с мужем в октябре 1955 года разрешение на выезд в целях воссоединения с семьей. 11 февраля 1956 года Маша с мужем Василием Савицким прибыли в порт Хайфы. На борту корабля «Хадар» её встретил её племянник Эзер Вейцман (сын младшего брата Йехиэля), тогда старший командир ВВС Израиля. В порту чету встречали и другие члены семьи, в том числе Анна Вейцман. Мария с мужем поселились в доме Анны Вейцман на территории института Вейцмана в Реховоте. В Израиле она работала врачом в больничной кассе. Скончалась в 1974 году, похоронена на кладбище Кирьят-Шауль.
В годы перестройки Мария Вейцман в соответствии с заключением Генеральной Прокуратуры СССР от 14 марта 1989 года была реабилитирована.

## Семья
Отец — Евзор Хаимович Вейцман (1856—1911), служил чиновником конторы по сплаву леса; мать — Рахиль Михайловна Вейцман (1857—1935); сёстры — Анна Евзоровна (1895—1963, врач, химик-органик), Мария (Мерьям) Евзоровна Любжинская (1867—1947), Фрума Евзоровна (зубной врач), Гита Евзоровна Дунье (1888—?, музыкальный педагог), Мина Евзоровна (1889—1925), Хая (1878—1959, учительница); братья — Самуил Евзорович Вейцман (1881—1939, инженер, расстрелян), Хиель Евзорович Вейцман (1892—1957, агротехник), Файвель Евзорович Вейцман (1852—1939; сотрудник Электрической компании в Хайфе), Хаим Евзорович Вейцман — учёный-химик, политик, президент (1921—1931, 1935—1946) Всемирной сионистской организации, первый президент государства Израиль (был избран 16 мая 1948, президент 1949—1952) и основатель исследовательского института, который теперь носит его имя.